# Герберт Вестермарк
Герберт Вестермарк (швед. Herbert Westermark, 30 серпня 1891 — 29 жовтня 1981) — шведський яхтсмен.
Срібний призер Олімпійських Ігор 1912 року в класі 8 метрів.